# Cottus szanaga
Cottus szanaga (z ros. podkamiennik  amurski albo szanaga) – gatunek drapieżnej, słodkowodnej ryby z rodziny głowaczowatych (Cottidae), dawniej synonimizowany (pod błędnie pisaną nazwą łacińską Cottus czanaga) z Cottus poecilopus, obecnie wydzielony jako odrębny gatunek.

## Występowanie
Syberia – dorzecze Amuru (rz. Onon, Bureja), Półwysep Szmidta na wyspie Sachalin (rz. Toj, Muni), kontynentalne rzeki Cieśniny Tatarskiej i basenu Morza Japońskiego od Limana Amurskiego i na południe do rz. Maksimowka, rz. Tumen. Gatunek rozmieszczony na terenie Mongolii, Rosji i Chin.